# Quim
Quim ist ein männlicher Vorname.

## Herkunft und Bedeutung
Quim ist eine Kurzform von Joaquim, zur Bedeutung siehe Joachim (Vorname).

## Namensträger
- Quim Barreiros (* 1947), portugiesischer Sänger und Akkordeonspieler
- Quim Monzó (* 1952), spanischer Autor
- Quim Torra (* 1962), spanischer Politiker

## Künstlername
- Quim (Fußballspieler, 1959) (* 1959), portugiesischer Fußballspieler
- Quim (Fußballspieler, 1975) (* 1975), portugiesischer Fußballspieler